# Canton de Portet-sur-Garonne
Le canton de Portet-sur-Garonne est une circonscription électorale française de l'arrondissement français de Muret, dans le département de la Haute-Garonne en région Occitanie.

## Histoire
Le canton de Portet-sur-Garonne a été créé par décret du 26 février 1997 à partir des anciens cantons de Muret, Toulouse-11 et Toulouse-12.
Un nouveau découpage territorial de la Haute-Garonne entre en vigueur à l'occasion des élections départementales de mars 2015. Il est défini par le décret du 13 février 2014, en application des lois du 17 mai 2013 (loi organique 2013-402 et loi 2013-403). Les conseillers départementaux sont, à compter de ces élections, élus au scrutin majoritaire binominal mixte. Les électeurs de chaque canton élisent au Conseil départemental, nouvelle appellation du Conseil général, deux membres de sexe différent, qui se présentent en binôme de candidats. Les conseillers départementaux sont élus pour 6 ans au scrutin binominal majoritaire à deux tours, l'accès au second tour nécessitant 12,5 % des inscrits au 1er tour. En outre la totalité des conseillers départementaux est renouvelée. Ce nouveau mode de scrutin nécessite un redécoupage des cantons dont le nombre est divisé par deux avec arrondi à l'unité impaire supérieure si ce nombre n'est pas entier impair, assorti de conditions de seuils minimaux. Dans la Haute-Garonne, le nombre de cantons passe ainsi de 53 à 27. Le nombre de communes du canton de Portet-sur-Garonne passe de 10 à 12.
Le nouveau canton de Portet-sur-Garonne est formé de communes des anciens cantons de Portet-sur-Garonne (10 communes) et d'Auterive (2 communes). Le canton est entièrement inclus dans l'arrondissement de Muret. Le bureau centralisateur est situé à Portet-sur-Garonne.

## Représentation

### Représentation avant 2015
| Période | Période | Identité         | Étiquette | Qualité                                                                                    |
| ------- | ------- | ---------------- | --------- | ------------------------------------------------------------------------------------------ |
| 1998    | 2015    | François Péraldi | PS        | Maire de Portet-sur-Garonne (1977-2008) Ancien conseiller général du Canton de Toulouse-11 |

### Représentation après 2015
| Période élective | Période élective | Mandat | Mandat   | Identité       | Nuance | Nuance | Qualité |
| ---------------- | ---------------- | ------ | -------- | -------------- | ------ | ------ | --- |
| 2015             | 2021             | 2015   | 2021     | Sébastien Léry |        | PS     | Juriste formateur maire-adjoint de Roques jusqu'en 2020, conseiller municipal (opposition) depuis 2020 |
| 2015             | 2021             | 2015   | 2021     | Annie Vieu     |        | PS     | Fonctionnaire territoriale maire-adjointe de Roquettes jusqu'en 2020 Vice-Présidente de la Commission Permanente, chargée de l'Innovation et du Numérique, suppléante du député Christophe Borgel (2012-2017) |
| 2021             | 2028             | 2021   | en cours | Thierry Suaud  |        | PS     | Attaché territorial, maire de Portet-sur-Garonne |
| 2021             | 2028             | 2021   | en cours | Annie Vieu     |        | PS     | Conseillère sortante 12e Vice-présidente Protection de l'enfance - Famille |

### Résultats détaillés

#### Élections de mars 2015
À l'issue du 1er tour des élections départementales de 2015, deux binômes sont en ballottage : Sébastien Léry et Anne Vieu (PS, 35,48 %) et Théo Buras et Brigitte Gazel (FN, 29,02 %). Le taux de participation est de 53,75 % (18 163 votants sur 33 790 inscrits) contre 52,11 % au niveau départemental et 50,17 % au niveau national.
Au second tour, Sébastien Léry et Anne Vieu (PS) sont élus avec 60,05 % des suffrages exprimés et un taux de participation de 55,80 % (10 251 voix pour 18 859 votants et 33 796 inscrits).

#### Élections de juin 2021
Le premier tour des élections départementales de 2021 est marqué par un très faible taux de participation (33,26 % au niveau national). Dans le canton de Portet-sur-Garonne, ce taux de participation est de 36,22 % (13 108 votants sur 36 192 inscrits) contre 36,67 % au niveau départemental. À l'issue de ce premier tour, deux binômes sont en ballottage : Thierry Suaud et Annie Vieu (Union à gauche, 44,49 %) et Yoann Escabasse et Brigitte Gazel (RN, 22,55 %).
Le second tour des élections est marqué une nouvelle fois par une abstention massive équivalente au premier tour. Les taux de participation sont de 34,36 % au niveau national, 36,26 % dans le département et 34,82 % dans le canton de Portet-sur-Garonne. Thierry Suaud et Annie Vieu (Union à gauche) sont élus avec 73,04 % des suffrages exprimés (8 727 voix pour 12 606 votants et 36 206 inscrits),,. 

## Composition

### Composition avant 2015

Situation du canton de Portet-sur-Garonne dans le département de la Haute-Garonne avant 2015.

Le canton de Portet-sur-Garonne était composé de 10 communes.
| Nom                            | Code Insee | Codepostal | Superficie (km2) | Population (dernière pop. légale) | Densité (hab./km2) |
| ------------------------------ | ---------- | ---------- | ---------------- | --------------------------------- | ------------------ |
| Portet-sur-Garonne (chef-lieu) | 31433      | 31120      | 16,19            | 9 406 (2012)                      | 581                |
| Eaunes                         | 31165      | 31600      | 14,95            | 5 651 (2012)                      | 378                |
| Labarthe-sur-Lèze              | 31248      | 31860      | 10,43            | 5 059 (2012)                      | 485                |
| Lagardelle-sur-Lèze            | 31263      | 31870      | 13,78            | 2 528 (2012)                      | 183                |
| Pinsaguel                      | 31420      | 31120      | 5,20             | 2 682 (2012)                      | 516                |
| Pins-Justaret                  | 31421      | 31860      | 4,51             | 4 541 (2012)                      | 1 007              |
| Roques                         | 31458      | 31120      | 9,30             | 4 087 (2012)                      | 439                |
| Roquettes                      | 31460      | 31120      | 3,36             | 4 193 (2012)                      | 1 248              |
| Saubens                        | 31533      | 31600      | 5,99             | 2 065 (2012)                      | 345                |
| Villate                        | 31580      | 31860      | 1,82             | 871 (2012)                        | 479                |

### Composition à partir de 2015
Le nouveau canton de Portet-sur-Garonne comprend douze communes entières.
| Nom                                        | Code Insee | Intercommunalité                       | Superficie (km2) | Population (dernière pop. légale) | Densité (hab./km2) | Modifier                                    |
| ------------------------------------------ | ---------- | -------------------------------------- | ---------------- | --------------------------------- | ------------------ | ------------------------------------------- |
| Portet-sur-Garonne (bureau centralisateur) | 31433      | CA Le Muretain Agglo                   | 16,19            | 9 798 (2022)                      | 605                | modifier les données · modifier les données |
| Eaunes                                     | 31165      | CA Le Muretain Agglo                   | 14,95            | 6 525 (2022)                      | 436                | modifier les données · modifier les données |
| Labarthe-sur-Lèze                          | 31248      | CA Le Muretain Agglo                   | 10,43            | 6 467 (2022)                      | 620                | modifier les données · modifier les données |
| Lagardelle-sur-Lèze                        | 31263      | CC du Bassin Auterivain Haut-Garonnais | 13,78            | 3 304 (2022)                      | 240                | modifier les données · modifier les données |
| Pins-Justaret                              | 31421      | CA Le Muretain Agglo                   | 4,51             | 4 377 (2022)                      | 971                | modifier les données · modifier les données |
| Pinsaguel                                  | 31420      | CA Le Muretain Agglo                   | 5,20             | 2 779 (2022)                      | 534                | modifier les données · modifier les données |
| Roques                                     | 31458      | CA Le Muretain Agglo                   | 9,30             | 5 295 (2022)                      | 569                | modifier les données · modifier les données |
| Roquettes                                  | 31460      | CA Le Muretain Agglo                   | 3,36             | 4 292 (2022)                      | 1 277              | modifier les données · modifier les données |
| Saubens                                    | 31533      | CA Le Muretain Agglo                   | 5,99             | 2 351 (2022)                      | 392                | modifier les données · modifier les données |
| Venerque                                   | 31572      | CC du Bassin Auterivain Haut-Garonnais | 14,57            | 2 898 (2022)                      | 199                | modifier les données · modifier les données |
| Vernet                                     | 31574      | CC du Bassin Auterivain Haut-Garonnais | 10,53            | 3 294 (2022)                      | 313                | modifier les données · modifier les données |
| Villate                                    | 31580      | CA Le Muretain Agglo                   | 1,82             | 1 187 (2022)                      | 652                | modifier les données · modifier les données |
| Canton de Portet-sur-Garonne               | 3112       |                                        | 110,63           | 52 567 (2022)                     | 475                | modifier les données                        |

## Démographie

### Démographie avant 2015
| 1999   | 2006   | 2011   | 2012   |
| ------ | ------ | ------ | ------ |
| 33 476 | 37 506 | 40 326 | 41 083 |

### Démographie depuis 2015
En 2022, le canton comptait 52 567 habitants, en évolution de +7,69 % par rapport à 2016 (Haute-Garonne : +8,02 %, France hors Mayotte : +2,11 %).
| 2013   | 2018   | 2022   |
| ------ | ------ | ------ |
| 46 755 | 50 162 | 52 567 |